# Classe Albatros (corvetta)
Le corvette classe Albatros o Alcione sono state le prime unità di scorta costruite in Italia dopo la seconda guerra mondiale.
Appartenevano ad una serie di otto unità che furono costruite nei cantieri navali su commesse NATO nell'ambito del MDAP (Mutual Defense Assistance Program) per l'Italia, la Danimarca e i Paesi Bassi.
L'unità olandese costruita a Marghera con il nome Lynx fu poi restituita nel 1961 agli Stati Uniti e quindi ceduta alla Marina Militare italiana, ribattezzata Aquila.

## Caratteristiche
Le navi di questa classe erano delle moderne unità concepite per la lotta antisommergibili, dotate di un adeguato armamento antiaereo. Lo scafo era molto simile a quello della classe Centauro con ponte continuo e prora a cutter ed un cassero centrale su cui si trovavano disposti, in maniera molto compatta, plancia e sovrastruttura.
L'apparato motore era diesel e consentiva una velocità di circa 20 nodi. Le navi erano prive di fumaiolo, sostituito da due piccoli sfoghi circolari, posti nella struttura dell'albero, che scaricavano i gas di combustione verso poppa.
L'armamento iniziale era costituito da due cannoni Oto Melara 76/62 MMI, uno a prora e il secondo a poppavia della sovrastruttura, e da una mitragliera binata Bofors 40 mm collocata nella tuga poppiera.

## Italia
Le unità italiane erano inizialmente tre, entrate tutte in servizio nel 1955 cui se ne aggiunse nel 1961 una quarta inizialmente costruita per l'Olanda.
Le unità hanno avuto l'armamento modificato con la sostituzione dei cannoni da 76/62mm con due mitragliere da 40/70 mm singole che andavano ad aggiungersi all'impianto binato dello stesso calibro. Furono anche imbarcati sei tubi lanciasiluri ASW in due impianti tripli.
Le corvette della classe Albatros furono utilizzate per l'attività addestrativa di squadra, per compiti di pattugliamento, di vigilanza pesca e per l'addestramento al comando dei TT. VV alla scuola di Augusta. Nella loro attività hanno affiancato le unità della classe Gabbiano risalenti alla seconda guerra mondiale e furono poi affiancate dalle Corvette della classe Pietro De Cristofaro.
La prima unità è andata in disarmo nel 1986, le altre tre nel 1992. Le corvette delle classi Albatros e De Cristofaro sono state sostituite dalle corvette della classe Minerva.
Il 16 maggio 2013, in una conferenza stampa presso il forte Vittoria di Augusta, la Marina Militare ha presentato il progetto di bonifica di sette unità in disarmo, che porterà alla demolizione, tra le altre, delle corvette Alcione e Airone, ormeggiate ormai in stato di forte degrado presso Punta Cugno.

### Albatros(F 543)

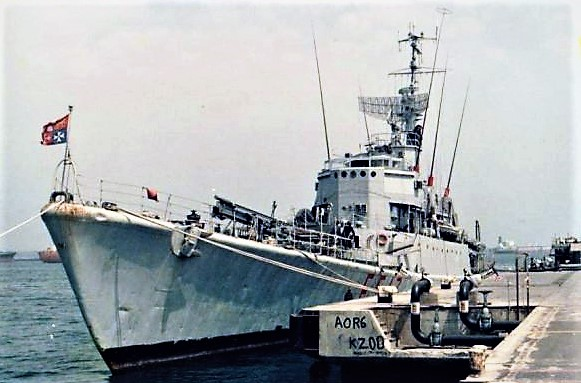
Albatros F 543

Costruita nel Cantiere navale di Castellammare di Stabia con la sigla PCE-1619, fu impostata sugli scali il 27 giugno 1953, varata il 18 luglio 1954 e consegnata il 1º giugno 1955. Il 4 marzo 1956, a Genova, ricevette la bandiera di combattimento dal Gruppo ANMI di Ivrea. La nave è andata in disarmo il 30 aprile 1986, dopo aver percorso 384.210 miglia. Il suo motto era "Nihil me domat".
Il servizio operativo la vide assegnata alla 10ª Squadriglia A/S della 1ª Divisione Navale, dall'immissione fino all'ottobre 1962, quando fu trasferita alla Scuola Comando. In questo periodo, oltre all'ordinaria attività addestrativa svolse con profitto missioni di Viglianza Pesca nel Canale di Sicilia. Vi restò fino al giugno 1983, quando fu trasferita definitivamente a La Spezia con compiti dipartimentali.
Tra i cinquantanove Comandanti succedutisi alla guida dell'unità si possono ricordare l'Ammiraglio di squadra Luigi Binelli Mantelli (Capo di stato maggiore della difesa dal 2013 al 2015, già Capo di stato maggiore della Marina Militare nel biennio 2012-13, al comando negli anni 1981-82 col grado di Tenente di vascello) e l'Ammiraglio Guido Venturoni (Capo di stato maggiore della Marina Militare negli anni 1992-93 e successivamente Capo di stato maggiore della difesa).
Call sign ITU: IHPM 

### Alcione(F 544)

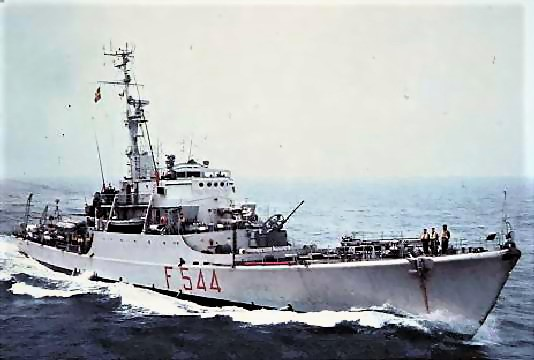
nave Alcione

La sua costruzione è iniziata, con la sigla PCE-1620, nel 1953 negli stabilimenti della Navalmeccanica di Castellammare di Stabia dove è stata varata il 19 settembre 1954. La nave, consegnata alla Marina Militare il 23 ottobre 1955, ricevette la bandiera di combattimento dal Gruppo ANMI di Amalfi il 25 giugno 1956.
Ha prestato servizio fino al 1992.
Il suo motto era "Nihil me deflectit".
In precedenza nella Regia Marina a portare il nome Alcione era stata una torpediniera della classe Spica, affondata l'11 dicembre 1941 al largo di Creta da un sommergibile britannico.
Call sign ITU: IHPN 

### Airone(F 545)

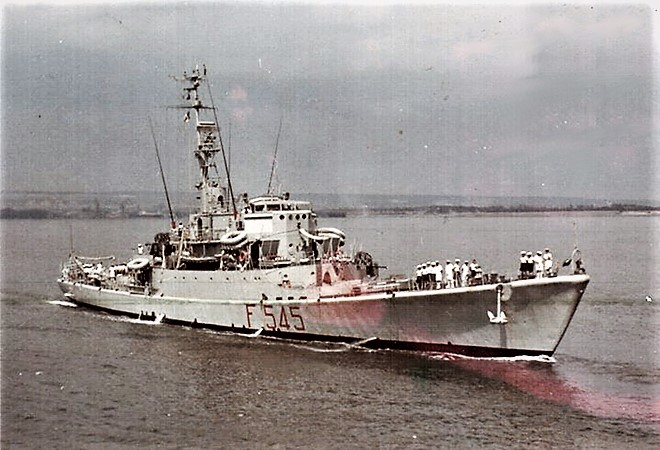
nave Airone

La sua costruzione è iniziata nel 1953, quando il suo scafo è stato impostato con la sigla PCE-1621, a Castellammare di Stabia, dove è stata varata il 21 novembre 1954. Madrina la signora Clare Boothe Luce, ambasciatrice degli Stati Uniti d'America in Italia. Consegnata alla Marina Militare il 21 novembre 1955, ha ricevuto la bandiera di combattimento dal Gruppo ANMI di Pinerolo il 29 aprile 1956. Ha prestato servizio fino al 1992. Il suo motto era "Nihil me retardat" lo stesso della precedente unità che nella Regia Marina aveva portato il nome Airone, una torpediniera della classe Spica affondata nella notte dell'11-12 ottobre 1940 durante la Battaglia di Capo Passero.
Call sign ITU: IHPL 

### Aquila(F 542)

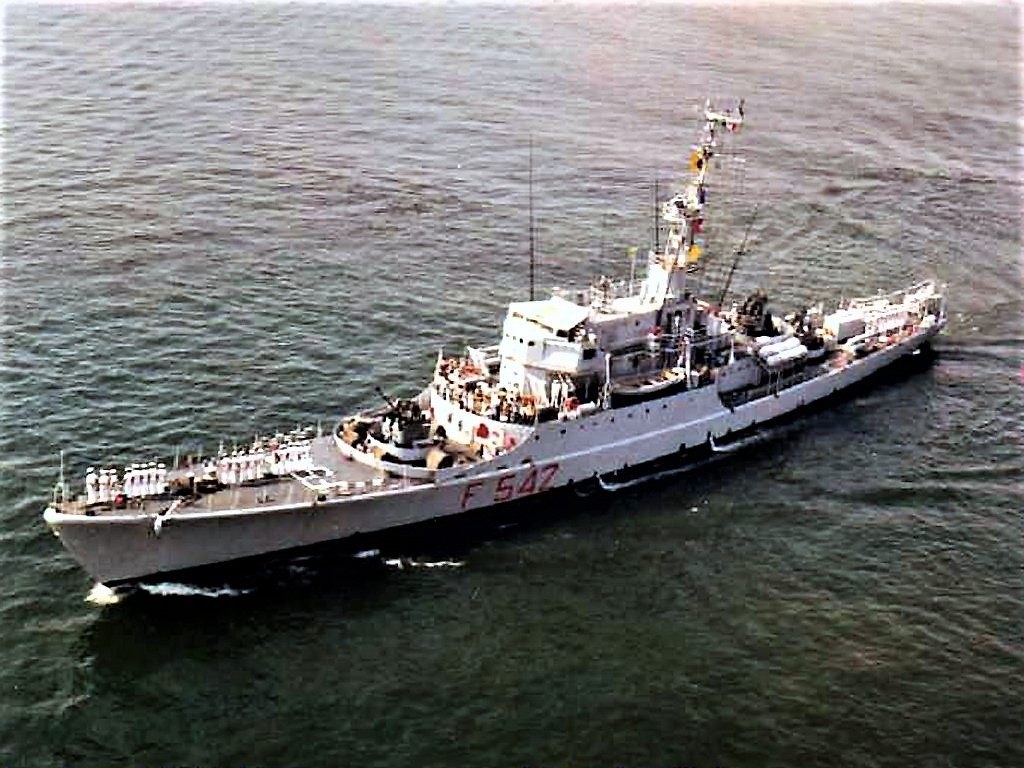
nave Aquila

Costruita per l'Olanda al Cantiere Breda di Marghera come PCE-1626, dopo avere servito con il nome Lynx sotto la bandiera olandese, entrò a far parte della Marina Militare nel 1961 prestando servizio fino al 1992 ed il suo motto era "Alarum verbera nosce". La bandiera di combattimento le fu data dal Gruppo ANMI di Bari il 29 settembre 1963.
Tra gli ufficiali che si sono avvicendati al comando dell'unità, il futuro Comandante in capo della Squadra Navale e futuro Capo di stato maggiore della Marina Militare Marcello De Donno.
In precedenza nella Regia Marina il nome Aquila fu assegnato ad un esploratore, la cui costruzione era stata avviata nel 1914 per la Romania con il nome Vigor, ma fu requisito dalla Regia Marina nel 1915, in conseguenza dello scoppio della prima guerra mondiale, varato il 26 luglio 1916 ed entrato in servizio all'inizio del 1917 fu impiegato in Adriatico. Nel 1937 fu ceduto alla Spagna e ribattezzato Melilla, ha prestato servizio nella Armada Española fino al 1950.
Successivamente il nome Aquila era stato assegnato ad una portaerei ottenuta riutilizzando e modificando lo scafo del transatlantico Roma che completata al 90% alla data dell'armistizio dell'8 settembre 1943 non entrò mai in servizio attivo e fu demolita nel 1952 a La Spezia.
Call sign ITU: IABQ 

## Danimarca
Le unità danesi erano quattro, due delle quali costruite nel Cantiere navale di Riva Trigoso, una negli stabilimenti della Navalmeccanica di Castellammare di Stabia e una nel Cantiere navale Tosi di Taranto. Le navi, entrate in servizio tra il 1955 e il 1957 sono andate in disarmo tra il 1975 e il 1981.
Data la costruzione italiana, nel linguaggio comune erano denominate Spagettibådene, tradotto letteralmente come barche spaghetti.
Nel 1965 Triton fu utilizzata come ambientazione per il film comico Flådens friske fyre.
| Kongelige danske marine - Triton-klassen | Kongelige danske marine - Triton-klassen | Kongelige danske marine - Triton-klassen | Kongelige danske marine - Triton-klassen | Kongelige danske marine - Triton-klassen | Kongelige danske marine - Triton-klassen | Kongelige danske marine - Triton-klassen | Kongelige danske marine - Triton-klassen | Kongelige danske marine - Triton-klassen |
| matricola                                | sigla USA                                | Nome                                     | Cantiere                                 | Impostazione                             | Varo                                     | Consegna                                 | Disarmo                                  | ITU                                      |
| ---------------------------------------- | ---------------------------------------- | ---------------------------------------- | ---------------------------------------- | ---------------------------------------- | ---------------------------------------- | ---------------------------------------- | ---------------------------------------- | ---------------------------------------- |
| F344                                     | PCE-1622                                 | Bellona                                  | Castellammare                            | 1954                                     | 9 gennaio 1955                           | 2 febbraio 1957                          | 9 gennaio 1981                           |                                          |
| F345                                     | PCE-1623                                 | Diana                                    | Riva Trigoso                             | 1953                                     | 19 dicembre 1954                         | 30 luglio 1955                           | 30 agosto 1975                           |                                          |
| F346                                     | PCE-1624                                 | Flora                                    | Riva Trigoso                             | 1953                                     | 25 giugno 1955                           | 28 agosto 1956                           | 1977                                     |                                          |
| F347                                     | PCE-1625                                 | Triton                                   | Tosi                                     | 1953                                     | 12 settembre 1954                        | 10 agosto 1955                           | 9 gennaio 1981                           |                                          |

## Olanda

### Lynx(F 823)

HNLMS Lynx

L'unità assegnata ai Paesi Bassi fu costruita utilizzando i fondi MDAP nel Cantiere Breda di Marghera, con la sigla PCE-1626. L'unità, varata il 31 luglio 1954 e completata il 2 ottobre 1956, servì nella Marina Olandese con il nome Lynx. Pur essendo di concezione diversa, fu inserita nella classe Predatori. Portava il motto "ad omnia paratus".
Il breve periodo di servizio olandese fu caratterizzato da un grave incidente all'armamento, con l'esplosione di un impianto da 76/62mm tipo SMP 3.
La nave fu restituita dagli olandesi agli Stati Uniti nel 1961 e il 18 ottobre dello stesso anno fu riassegnata all'Italia, ribattezzata Aquila.